# Sonde (cartographie)
En cartographie, une sonde indique la profondeur minimale en un lieu donné. Avec les isobathes (ou courbes isobathes), c'est un des moyens utilisés pour figurer sur les cartes la topographie du fond de la mer.

## Référence: le zéro hydrographique
Les sondes sont relatives à une référence verticale nommée zéro hydrographique. Elles figurent non pas la profondeur instantanée, qui dépend notamment de la marée et des phénomènes météo-océanographiques (comme les surcotes), mais la profondeur qu'on pourrait mesurer en l'absence de tout phénomène périodique et de toute perturbation. Le niveau de référence étant choisi au voisinage du niveau des plus basses mers astronomiques (basses mers des marées de coefficient 120 ou encore des marées extraordinaires de vive-eau d'équinoxe), une sonde indique donc approximativement la profondeur minimale de l'eau en un point, ce qui permet, en principe, au navigateur de choisir sa route sans se préoccuper de connaître la hauteur de marée.
Les sondes représentées sont choisies de manière à faire figurer en priorité les dangers (comme les hauts-fonds). Les sondes complémentaires sont notamment destinées à faciliter la lecture des isobathes.

## Sonde non découvrante

Schéma type avec une sonde non découvrante (positive)

Une sonde affichée 23 sur les cartes indique que lors des plus basses mers astronomiques, la profondeur est de 2,30 m. Cette sonde est accompagnée du symbole « + » si elle est, malgré tout, dangereuse pour la navigation.

## Sonde découvrante

Schéma type avec une sonde découvrante (négative)

Une sonde affichée 23 sur les cartes indique que lors des plus basses mers astronomiques, un relief sous-marin découvre (émerge) de 2,30 m au-dessus du niveau de l'eau. Cette sonde est accompagnée du symbole « * » si elle est dangereuse pour la navigation.

## Sonde à fleur d'eau (nulle)
Lorsque lors des plus basses mers astronomiques, le fond se trouve à fleur d'eau, la sonde est nulle (valeur 0), c'est-à-dire ni découvrante ni non découvrante. Cette sonde est uniquement affichée par le symbole ci-dessus, sa valeur n'est jamais affichée.

## Symboles utilisés sur les cartes marines
Les symboles affichés sur les cartes ne peuvent pas tous être représentés ici, ils font référence à des polices de caractères particulières qui peuvent être téléchargées sur le site du SHOM, à la page groupe d'avis aux navigateurs.
```
- Sy1Ca___.ttf
- Sy2Ca___.ttf
- DiTimes_.ttf
- SHOM_.ttf
- NMSYMS__.ttf
```

Le SHOM met à disposition au téléchargement en ligne son ouvrage 1D intitulé « Symboles, abréviations et termes utilisés sur les cartes marines ».